# Dolenje Gradišče pri Šentjerneju
Dolenje Gradišče pri Šentjerneju – wieś w Słowenii, w gminie Šentjernej. W 2018 roku liczyła 121 mieszkańców.